# Alter jüdischer Friedhof (Lüdenscheid)
Der Alte Jüdische Friedhof Lüdenscheid ist ein aufgehobener jüdischer Friedhof in der Stadt Lüdenscheid im Märkischen Kreis in Nordrhein-Westfalen. Die dreieckige Parzelle liegt an der Knapper Straße Ecke Lösenbacher Straße. Grabsteine (Mazewa) sind auf dem Friedhof nicht mehr vorhanden.

## Geschichte
Der Begräbnisplatz wurde Ende des 18. Jahrhunderts angelegt und 1823 erweitert. Eigentümer waren zunächst die Brüder Isaak und Leifmann Lennhoff, da die Jüdische Gemeinde Lüdenscheid keine Körperschaft des öffentlichen Rechts und damit nicht rechtsfähig war. Der Friedhof, der auch als Erbbegräbnis der Familie Lennhoff bezeichnet wird, ging 1867 in das Eigentum der Synagogengemeinde über. Die letzte Beerdigung erfolgte 1907. 1955 wurden die Toten exhumiert und auf dem Neuen Jüdischen Friedhof am Ramsberg wieder beigesetzt.